# 仓上镇
仓上镇，是中华人民共和国陕西省安康市白河县下辖的一个乡镇级行政单位。

## 行政区划
仓上镇下辖以下地区：
东庄村、红花村、仓坪村、裴家村、马庄村、灯塔村、石关村、槐坪村、农庄村和天宝村。